# Art vernaculaire
 (juin 2016).
- Si vous ne connaissez pas le sujet, laissez ce bandeau (vous pouvez alors contacter les auteurs).
- Si vous supprimez le contenu mis en cause (vous pouvez préalablement contacter les auteurs),

argumentez précisément cette suppression dans la page de discussion
(un manque de référence n'est pas un argument ; une recherche réelle de référence doit avoir été effectuée, être formellement documentée).
L'art vernaculaire désigne un art vivant ou contemporain, ancré dans le passé (les mythes, les croyances et les traditions) et exercé dans une communauté restreinte.

## Définition «vernaculaire»
Le mot vernaculaire (étymologique) ou vernaculaire (dictionairique)  vient du latin vernaculum qui désignait tout ce qui était dressé (esclaves compris), élevé, tissé, cultivé, confectionné à la maison, par opposition à ce que l’on se procurait par l’échange. Son sens s’est rapproché de celui des mots « autochtone » ou « indigène »,,
,
,

## Exemples d'art vernaculaire
- L'art des Aborigènes d'Australie
- L'art vernaculaire en Inde
  - L'art Rathwa Pithora
  - L'art Warli
  - L'art Gond
  - Madhubani
  - Patta Chitra
- L'art inuit
- L'art amérindien
- L'art d'Océanie

### La photographie vernaculaire
Le photographe Martin Parr a contribué à faire accéder la photographie vernaculaire au statut d'art.